# Groupon

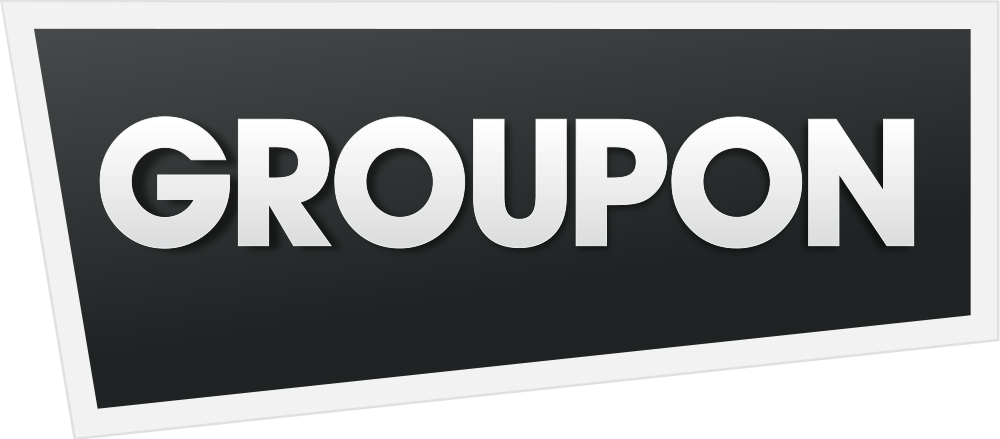
Groupon

Groupon är en amerikansk marknadsplats som kopplar samman konsumenter med lokala erbjudanden för upplevelser, resor och övriga tjänster i femton länder. Groupon lanserades november 2008. Groupon började samarbeta med betaltjänstföretaget Adyen 2009. Oktober 2010 så var Groupon tillgängligt i 150 städer i Nordamerika och 100 städer i Europa.